# Stanisław Wziątek
Stanisław Czesław Wziątek (ur. 13 listopada 1959 w Połczynie-Zdroju) – polski polityk i samorządowiec, w latach 2001–2005 wojewoda zachodniopomorski, poseł na Sejm V, VI i VII kadencji, w latach 2018–2023 członek zarządu województwa zachodniopomorskiego, od 2023 podsekretarz stanu w Ministerstwie Obrony Narodowej.

## Życiorys
Syn Czesława i Ireny. W 1988 ukończył studia z zakresu wychowania obronnego na Wydziale Humanistycznym w Wyższej Szkole Pedagogicznej w Bydgoszczy. Ukończył także studia podyplomowe z organizacji i kierowania na Uniwersytecie Warszawskim w 1994 oraz z nadzoru nad finansami samorządowymi w 1996 na Uniwersytecie Wrocławskim. Pracował jako instruktor w uzdrowisku, a później jako dyrektor lokalnego ośrodka kultury i centrum animacji społecznej w Połczynie-Zdroju.
Działał w Związku Socjalistycznej Młodzieży Polskiej. Był także członkiem Polskiej Zjednoczonej Partii Robotniczej do jej rozwiązania. W latach 1994–2001 pełnił funkcję burmistrza Połczyna-Zdroju. Od 1998 do 2001 zasiadał w radzie powiatu świdwińskiego. 20 października 2001 został wojewodą zachodniopomorskim, stanowisko to zajmował do 17 października 2005. W 2001 dołączył do Sojuszu Lewicy Demokratycznej. Z listy tej partii w wyborach parlamentarnych w 2005 został wybrany na posła na Sejm V kadencji w okręgu koszalińskim. Od 19 listopada 2005 do 10 maja 2008 pełnił funkcję przewodniczącego SLD województwa zachodniopomorskiego.
W wyborach parlamentarnych w 2007 po raz drugi uzyskał mandat poselski, kandydując z listy koalicji Lewica i Demokraci i otrzymując 12 566 głosów. W kwietniu 2008 zasiadł w Klubie Poselskim Lewica, który we wrześniu 2010 przekształcono w KP SLD. 7 kwietnia 2010 objął funkcję przewodniczącego sejmowej Komisji Obrony Narodowej. W wyborach w 2011 z powodzeniem ubiegał się o reelekcję, dostał 8838 głosów. Bezskutecznie kandydował z listy SLD-UP w wyborach do Parlamentu Europejskiego w 2014. W wyborach w 2015 nie został wybrany na kolejną kadencję.
W wyborach samorządowych w 2018 uzyskał mandat radnego sejmiku zachodniopomorskiego VI kadencji. 23 listopada tego samego roku został wybrany na członka zarządu województwa zachodniopomorskiego.
W wyborach w 2023 bez powodzenia kandydował do Sejmu z ramienia powstałej z przekształcenia SLD Nowej Lewicy. W grudniu tego samego roku został podsekretarzem stanu w Ministerstwie Obrony Narodowej, odchodząc w konsekwencji z zarządu województwa. W 2024 utrzymał mandat radnego sejmiku na kolejną kadencję.

## Odznaczenia
- Złota Odznaka Honorowa Gryfa Zachodniopomorskiego (2004)[10]